# Micryletta melanops
Micryletta melanops — вид жаб родини карликових райок (Microhylidae). Описаний у 2021 році.

## Поширення
Ендемік В'єтнаму. Виявлений у Національному парку Бідуп-Нуй-Ба на плато Лангбіань в провінції Ламдонг на півдні країни. Мешкає у гірських вічнозелених лісах.